# Teddy Picker
"Teddy Picker" é uma canção da banda Arctic Monkeys e terceiro single do seu segundo álbum, Favourite Worst Nightmare. Foi lançada em 3 de dezembro de 2007 no Reino Unido. A canção entrou no UK Singles Chart na posição número 20. Permaneceu apenas uma semana no top 40 nessa posição, tornando-se o single da banda a alcançar a menor posição até agora. Na sexta estrofe da canção há uma referência à música "Save a prayer" (1982), da banda inglesa Duran Duran, quando se diz: "I don't want your prayers/ Save it for the morning after".

## Faixas
- 7" RUG279-7"

1. "Teddy Picker" - 2:43 (cantada por Alex Turner; música por Arctic Monkeys)
2. "Bad Woman" – 2:18 (Patrick Sickafus)
  - Richard Hawley canta; originalmente tocada por Pat Farrell e The Believers;

- 10" RUG279-10"
  - Side A "Teddy Picker" - 2:43 (cantada por Alex Turner; música por Arctic Monkeys)
  - Side A  "Bad Woman" – 2:18 (Patrick Sickafus)
  - Side B "The Death Ramps" – 3:19 (Death Ramps)
  - Side B "Nettles" – 1:45 (cantada por Alex Turner; música por Death Ramps)
- CD RUG279-CD,

1. "Teddy Picker" - 2:43 (cantada por Alex Turner; música por Arctic Monkeys)
2. "Bad Woman" – 2:18 (Patrick Sickafus)
3. "The Death Ramps" – 3:19 (Death Ramps)
4. "Nettles" – 1:45 (cantada por Alex Turner; música por Death Ramps)

## Desempenho nas paradas musicais
| Parada (2007)                  | Posição mais alta |
| ------------------------------ | ----------------- |
| Reino Unido - UK Singles Chart | 20                |